# توماس قايدو
توماس قايدو (بالإسبانية: Tomás Guido)‏ هو دبلوماسي وسياسي أرجنتيني، ولد في 1 نوفمبر 1788 في بوينس آيرس في الأرجنتين، وتوفي بنفس المكان في 14 سبتمبر 1866. انتخب عضو مجلس الشيوخ الأرجنتيني عن دائرة سان خوان (17 يونيو 1855 – 12 ديسمبر 1861).